# Château de Molina de Aragón
Le château de Molina de Aragón, aussi appelé forteresse de Molina de los Caballeros, est une forteresse située dans la commune espagnole de Molina d'Aragon, dans la province de Guadalajara. 
Elle se trouve en état de ruine consolidée, et il est possible de la visiter sur demande.
Il a été déclaré Monument National le 3 juin 1931, sous la protection de la Déclaration générique du Décret du 22 avril 1949 et de la Loi 16/1985 du Patrimoine Historique Espagnol.

## Histoire
L'origine de cette forteresse remonte à un alcazar que les andalous construisirent sur ancien village celtibère entre les Xe et XIe siècles, et qui fut utilisé comme résidence des rois de cette taifa.
Situé dans un lieu stratégique pour dominer les chemins entre l'Aragon et la Castille, il fut un lieu de disputes, jusqu'à ce qu'il fut définitivement retiré aux andalous par Alphonse Ier d'Aragon en 1129, qui ordonna sa reconstruction, lui donnant son aspect actuel de château de style roman, et qui le donna à la famille des Lara. Depuis cette forteresse, les Lara ont gouverné le territoire et la ville de Molina jusqu'à la fin du XIIIe siècle. Il devint après une seigneurie des rois de Castille, lorsque doña María Lara épousa Sanche IV de Castille. Pendant presque deux siècles, il a maintint une certaine indépendance vis-à-vis de ses seigneurs, et la ville de Molina fut de plus en plus estimée par ses seigneurs à mesure qu'elle grandissait, lesquels ajoutèrent des éléments au château, jusqu'à ce que la cinquième dame, doña Blanca de Molina, finit par lui donner sa taille et son aspect actuels.

## Description
Il est le château le plus grand de ceux existant encore dans la province de Guadalajara. Situé sur un versant qui domine la vallée, il comporte une muraille extérieure, avec de nombreuses tours de défense, qui entoure le périmètre et qui protège la forteresse. Le château intérieur  eut un maximum de huit tours, desquelles deux ont disparu, deux sont en ruine et quatre sont aujourd'hui en bon état. Ces tours sont reliées par un chemin de ronde.

## Plan
|  | 1. Tour et Porte de la Montre, accès à l'enceinte extérieure. 2. Porte de Hogalobos. 3. Église de Sta. María du Collado. 4. Porte des Chevaux. 5. Tour de Veladores. 6. Tour d'Armes. 7. Tour de l'hommage ou de Doña Blanca. 8. Porte du Champ. 9. Accès à l'enceinte intérieure. 10. Tour Couverte ou des Cavaliers. 11. Porte de la Trahison. 12. Marques de cantero. 13. Autres signes lapidaires. |

La forteresse dispose de deux enceintes: l'extérieure ou albacara, assez grande, 80x40 m., défendue par diverses tours crénelées et l'intérieure, où s'élève le château avec six tours, quatre en bon état ou restaurées.
L'enceinte extérieure dispose de cinq portes d'accès: celle de la Trahison (11) au nord, celle des Chevaux (4) au sud, celle du Champ (8) à l'est et les portes de la Tour de la Montre (1) et Hogalobos (2) à l'ouest. Outre celles-ci, il en existe d'autres dans la muraille qui entourait la ville médiévale, comme celles de Medinaceli, Baños, Valence et del Puente.
L'accès à l'enceinte extérieure de la forteresse s'effectue par la porte de la tour de la Montre (1) et à l'intérieur, après avoir traversé la cour d'armes, par la porte située dans la tour de Veladores (5) du côté sud-ouest de l'enceinte intérieure; la tour centrale ou des Armes (6) et la tour de l'hommage ou de madame Blanche (7) dans le sud-est se situent à proximité.
Dans la muraille nord se trouve la tour Couverte ou des Cavaliers (10).

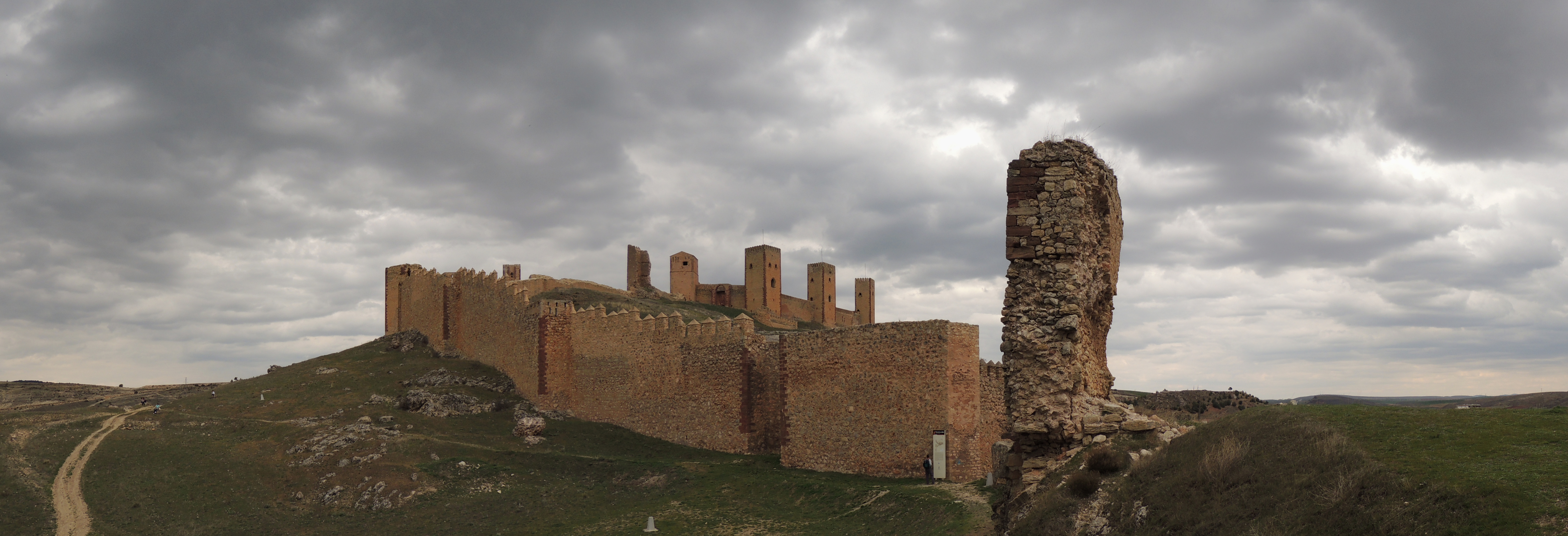
Panoramique depuis le Prao de los Judíos

## Marques de cantero
Sur la partie ouest des deux murailles ont été identifiés 46 signes de 16 types situés à l'extérieur de l'enceinte externe et des deux côtés de l'intérieur:

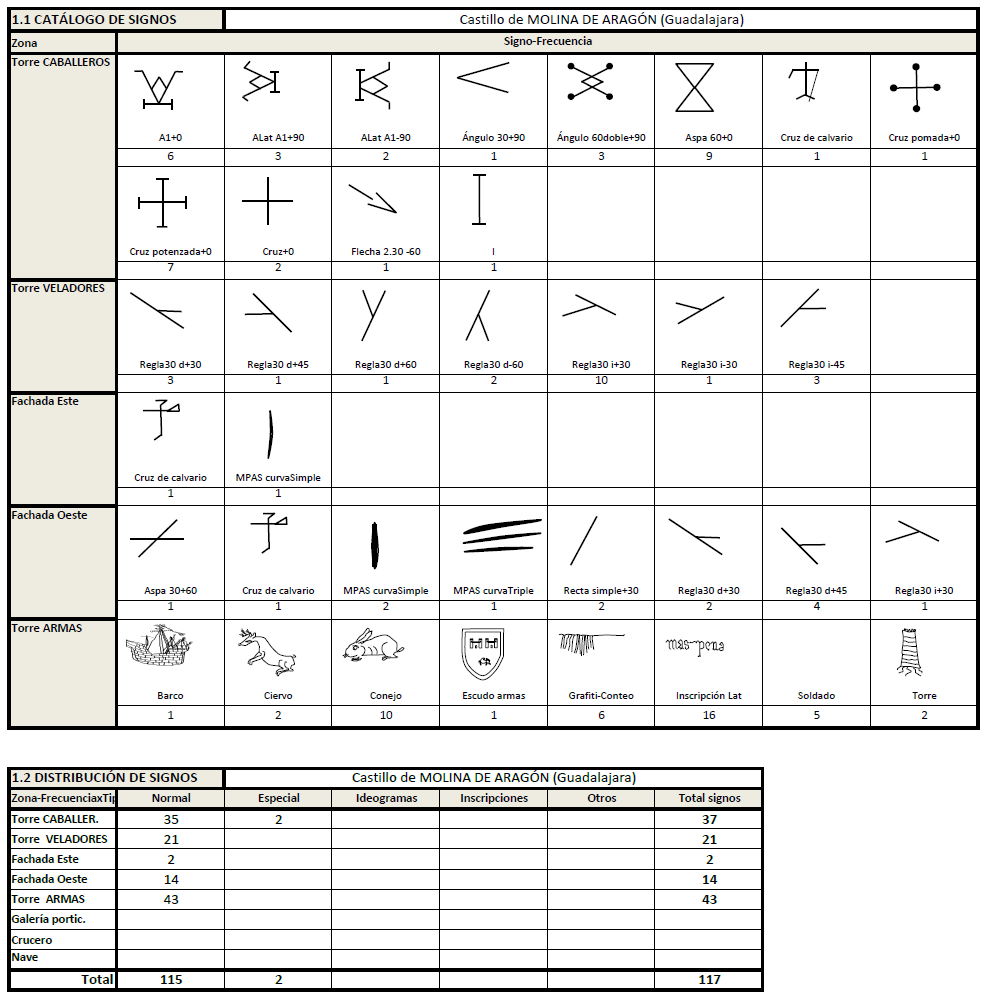
Catalogue de signes lapidaires.
Voir Plan.